# Кондурарь, Владимир Трифонович
Владимир Трифонович Кондурарь (22 августа 1911, Новые Мындрешты, Бессарабская губерния — май 1990, Днепропетровск, Украинская ССР) — советский и украинский астроном молдавского происхождения, доктор физико-математических наук (1964), профессор (1965).

## Биография
Родился 22 августа 1911 года в селе Новые Мындрешты Бессарабской губернии (ныне Сынжерейский район Республики Молдова). Отец - молдаванин, мать - полька. Семья перебралась в Екатеринослав, где отец служил курьером при управлении Екатерининской железной дороги.
В 1924 Вл. Кондурарь окончил профшколу, в 1927 - семилетку и в 1933 году - Физико-химико-математический институт, после чего перешел на пятый курс Московского университета. В 1934 окончил механико-математический факультет Московского университета. В МГУ учился в аспирантуре и в 1937 там же защитил диссертацию на ученую степень кандидата физико-математических наук. Коротко работал ассистентом (до декабря 1937).
С марта 1938 по февраль 1940 - доцент на кафедре теории функций в Днепропетровском государственном университете, а после войны - в Днепропетровском институте инженеров железнодорожного транспорта, в Новочеркасском индустриальном институте и в Ивановском Энергетическом институте.
Участник Великой Отечественной войны. В феврале 1940 года Кондурарь  призван в ряды Советской Армии, где находился в чине сержанта по октябрь 1941. Вернулся в Днепропетровск и в годы оккупации с ноября 1941 работал доцентом кафедры высшей математики Днепропетровского украинского университета. Жил в пригороде Днепропетровска - в поселке Игрень.
С сентября 1943 года — на фронте, демобилизован в 1945 году.
Занимался проблемой движения двух эллипсоидов под действием взаимного притяжения, поступательно-вращательным движением сфероидов и искусственных спутников под действием притяжения, влиянием фигуры Луны на её движение, ограниченной обобщённой задачей трёх тел.
Скончался в мае 1990 года в Днепропетровске.

## Награды
- Награждён орденами Славы II-й[1][2] и III-й[3] степеней.